# (6465) Zvezdotchet
(6465) Zvezdotchet – planetoida z pasa głównego asteroid okrążająca Słońce w ciągu 4 lat i 136 dni w średniej odległości 2,67 j.a. Odkryta 3 marca 1995 roku. Przed nadaniem nazwy planetoida nosiła oznaczenie tymczasowe (6465) 1995 EP